# 高家寺 (明石市)
高家寺（こうけじ）は、兵庫県明石市太寺（たいでら）にある天台宗の寺院。山号は太寺山。本尊は薬師如来。播州薬師霊場第5番札所。
本項目では、高家寺境内に重複する太寺廃寺跡（塔跡は兵庫県指定史跡）についても解説する。

## 歴史

### 古代

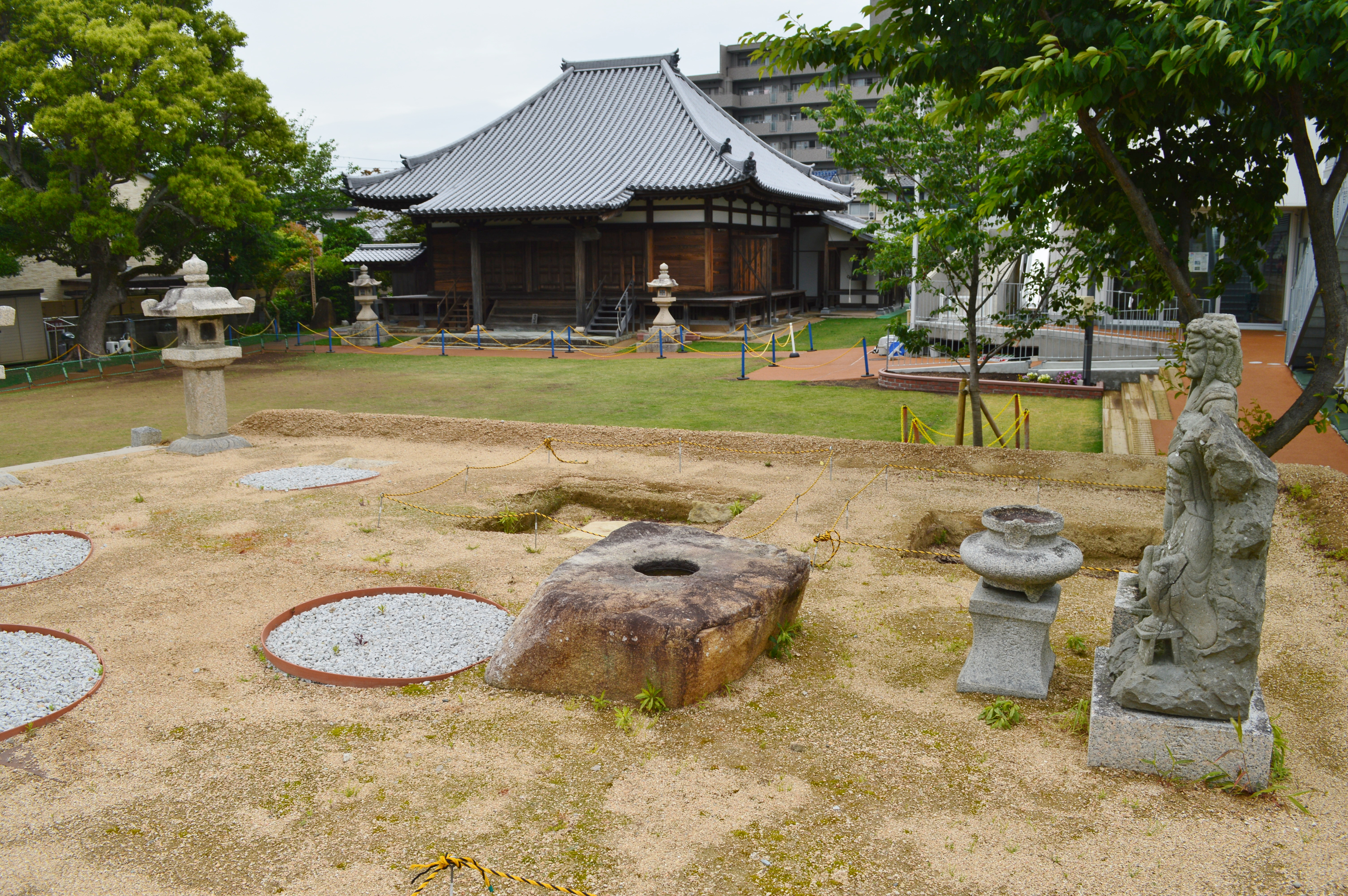
太寺廃寺塔跡から高家寺本堂を望む

高家寺の前身である太寺廃寺は、発掘調査によれば白鳳期の7世紀後半頃の建立と推定される。旧明石郡域では唯一の白鳳寺院とされ、明石郡の郡寺とも推測される。

### 中世
室町時代、永正6年（1509年）には、京都祇園の神殿新築に際して高家寺の住僧が明石郡内の天台宗寺院の僧とともに上京して千部法華経を暗誦しており（太山寺文書）、この時期には高家寺が存在し寺勢が盛んであったことが知られる。
発掘調査では、高家寺の本堂東側において室町時代頃の瓦窯として小型平窯3基が検出されており、上記文書に見える隆盛との関連が示唆される。ただし瓦窯の上には火熱を受けた瓦が散布していたことから、この頃の本堂は江戸時代までには焼失したと推測される。

### 近世
江戸時代、元和年間（1615-1624年）には、明石城主の小笠原忠政によって薬師堂（現在の本堂）が建立されたという（『播磨鑑』）。

### 近代以降
近代以降の変遷は次の通り。
- 1978年（昭和53年）3月17日、太寺廃寺塔跡が兵庫県指定史跡に指定[3]。
- 2001年（平成13年）6月7日、本堂が明石市指定有形文化財に指定[4]。
- 2002年（平成14年）度、
  - 4月9日、薬師如来坐像が兵庫県指定有形文化財に指定[3]。
  - 高家寺本堂北側・東側の発掘調査（明石市教育委員会）。
- 2003年度（平成15年度）、本堂の解体修理[2]。
- 2008-2010年（平成20-22年）、高家寺本堂東側の発掘調査（明石市教育委員会）[5]。
- 2009年（平成21年）3月24日、高家寺本堂が兵庫県指定有形文化財に指定[3]。
- 2016-2017年度（平成28-29年度）、太寺廃寺塔跡の修繕工事に伴う確認調査（明石市教育委員会）[6]。
- 2018年度（平成30年度）、太寺廃寺塔跡の修繕工事[6]。

## 境内
本堂は、江戸時代の建立。桁行五間・梁間五間、寄棟造で、向拝を付す。側柱は角柱、組物は舟肘木。元和年間（1615-1624年）の明石城主の小笠原忠政による再建と伝える。建立を確証する資料はないが、内陣・外陣の境の柱に寛文2年（1662年）銘の陰刻があることから、それ以前の建立であることは確かとされる。兵庫県内では唯一となる簡素な外観の中世仏堂形式の五間堂であるとともに、明石市内では最古の寺社建築であり、兵庫県指定有形文化財に指定されている。
本堂に安置される本尊の薬師如来坐像は、平安時代後期の作。明石郡七仏薬師の1つであり、口伝では霊亀年間（715-717年）に漁師の刑部定国が薬師如来を海中から引き上げて太山寺（神戸市）に安置し、代わりに太山寺の薬師如来をもらって高家寺に祀ったという。兵庫県指定有形文化財に指定されている。

## 太寺廃寺跡

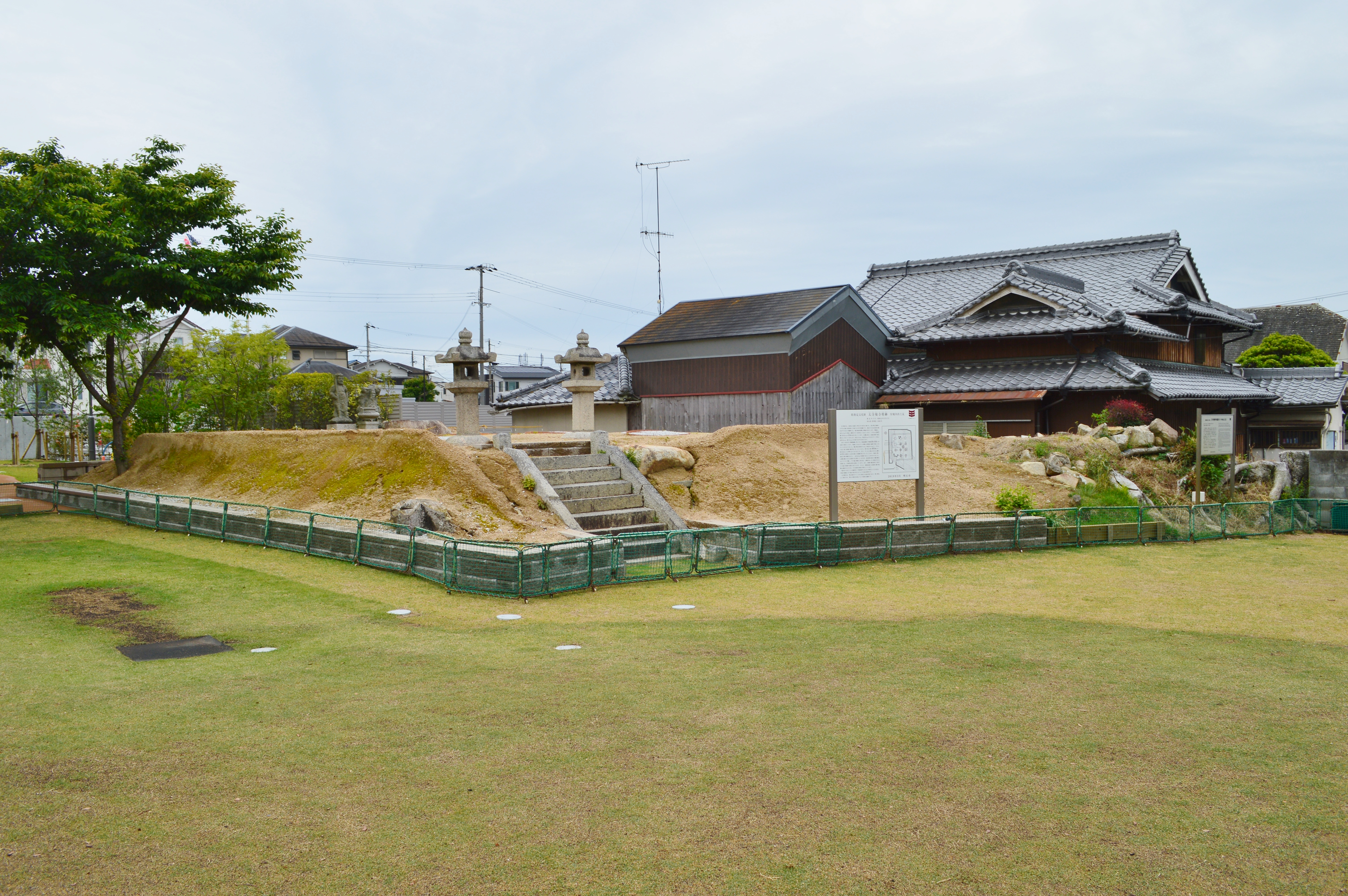
塔跡

古代の太寺廃寺跡（たいでらはいじあと）は、高家寺の境内と重複する。寺域は約100メートル四方と推定される。主要伽藍は法起寺式伽藍配置と推定され、現在は塔跡の土壇が遺存するが、塔跡以外の伽藍は確認されていない。現在の高家寺本堂前の参道は、太寺廃寺の推定中門からのびる参道と重複する。
遺構の詳細は次の通り。
塔
釈迦の遺骨（舎利）を納めた塔。高家寺境内の南東隅において東西12メートル・南北8メートル・高さ約1.5メートルの土壇を残す。2016-2017年度（平成28-29年度）に発掘調査が実施されている。
基壇は版築により、一辺10.8メートルを測る。基壇上建物は三間四方。原位置をとどない心礎と、原位置をとどめた側柱の礎石3個が遺存する。心礎は花崗岩製で、長辺1.15メートル・短辺0.95メートルを測り、中央には直径24センチメートル・深さ8センチメートルの円形の舎利孔が穿たれる。側柱礎石も花崗岩製で、直径0.65メートルの柱座が造り出される。
2002年（平成14年）の高家寺本堂の北約100メートルの地点における発掘調査では、竪穴建物跡・掘立柱建物跡・鋳造炉跡・区画溝が検出されている。また同年の高家寺本堂の北縁改修に伴う発掘調査では、僧房等に相当する柱穴列が検出されている。さらに2008-2010年（平成20-22年）の高家寺本堂の東側での発掘調査では、築地塀の雨落溝と想定される溝のほか、工房等の遺構が検出されている。
寺域からの出土品としては、白鳳期から江戸時代にいたる瓦がある。創建期の軒丸瓦は単弁八葉蓮華文で、川原寺（奈良県明日香村）の創建期瓦と共通するほか、繁昌廃寺跡（加西市）・広渡廃寺跡（小野市）の瓦と類似する。軒平瓦のうちでは、左右対称の唐草文の上外区に菱形文、下外区に線鋸歯文を巡らせたものが特徴的に認められており、大官大寺跡（奈良県橿原市）の瓦と共通する。瓦や遺構の内容によれば、白鳳期の7世紀後半頃の建立と推定される。
なお、「太寺廃寺」の寺名は「太寺」の地名を用いてつけられたものである。「太寺」の地名は、江戸時代初期の『慶長播磨国絵図』に「たい寺」、宝暦12年（1762年）の『播磨鑑』に「太寺村」と見え、江戸時代を通じて認められる。その由来として、高家寺を「タカイエデラ」と読んだのが「タイデラ」に訛ったとする説、本尊の薬師如来は太山寺から譲り受けたと伝えることから太山寺の分家として「太寺」となったとする説などがある。

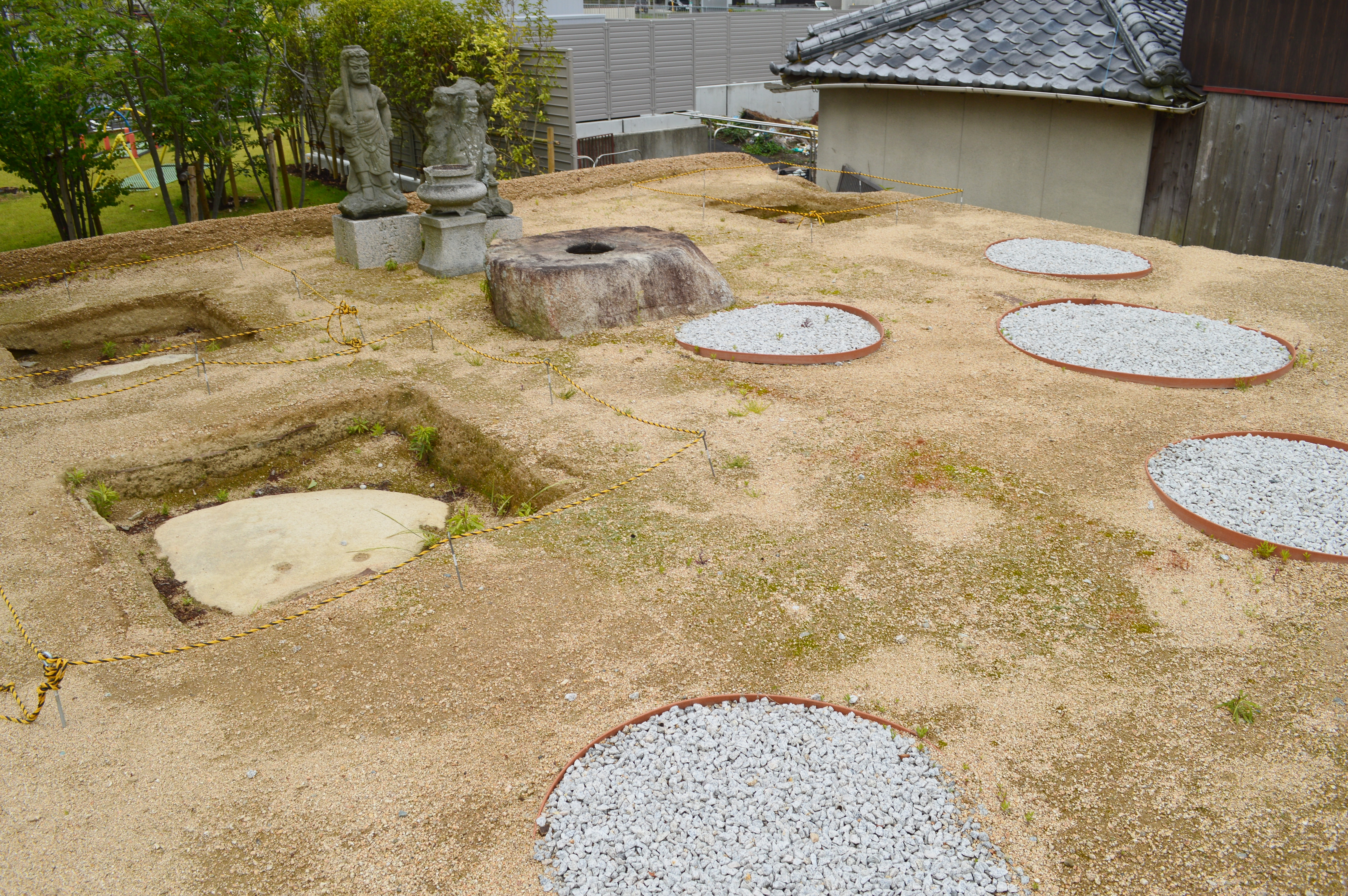
塔礎石 非原位置の心礎、原位置の側柱礎石3個以外は推定位置を標示。
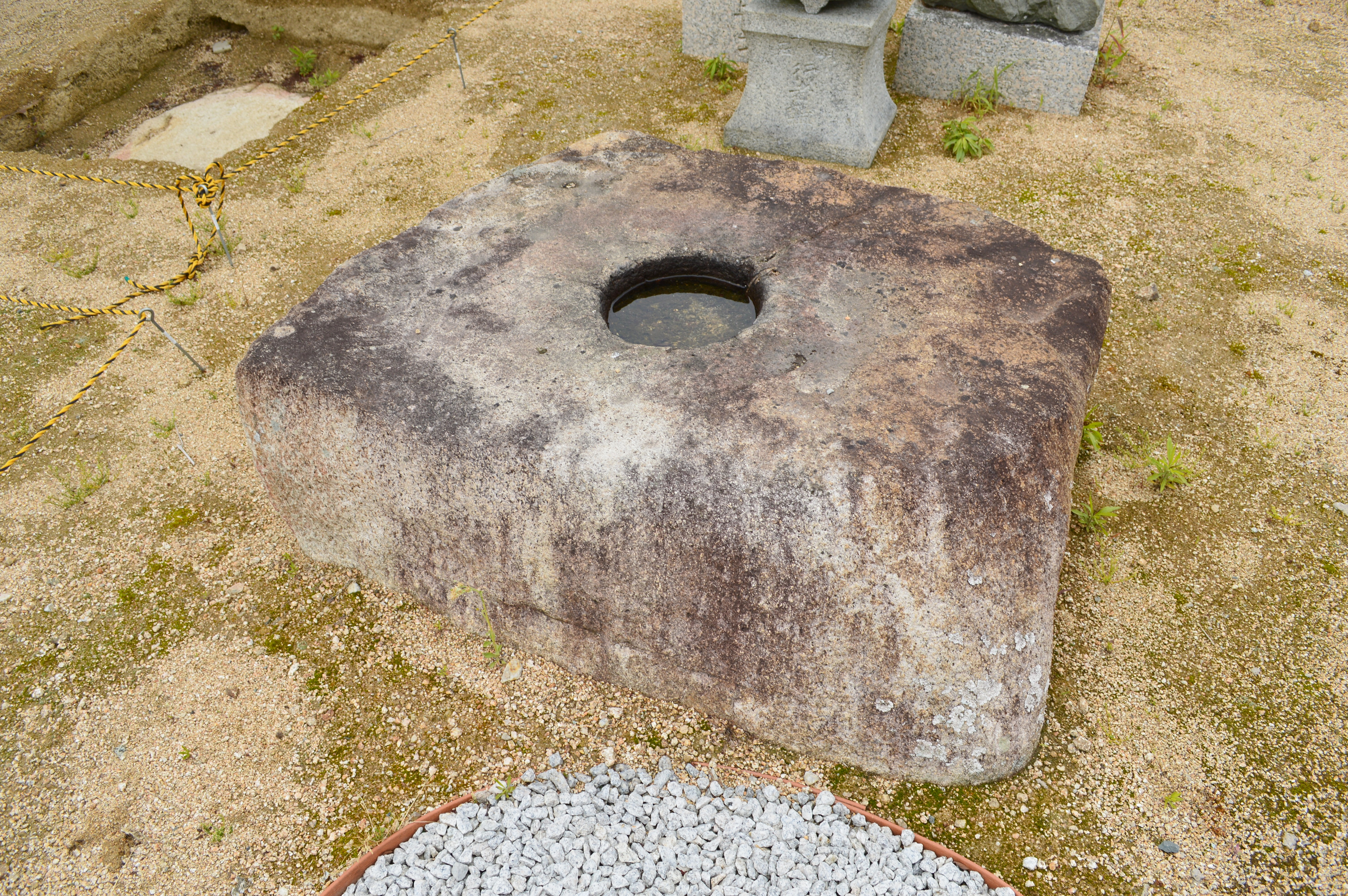
塔心礎
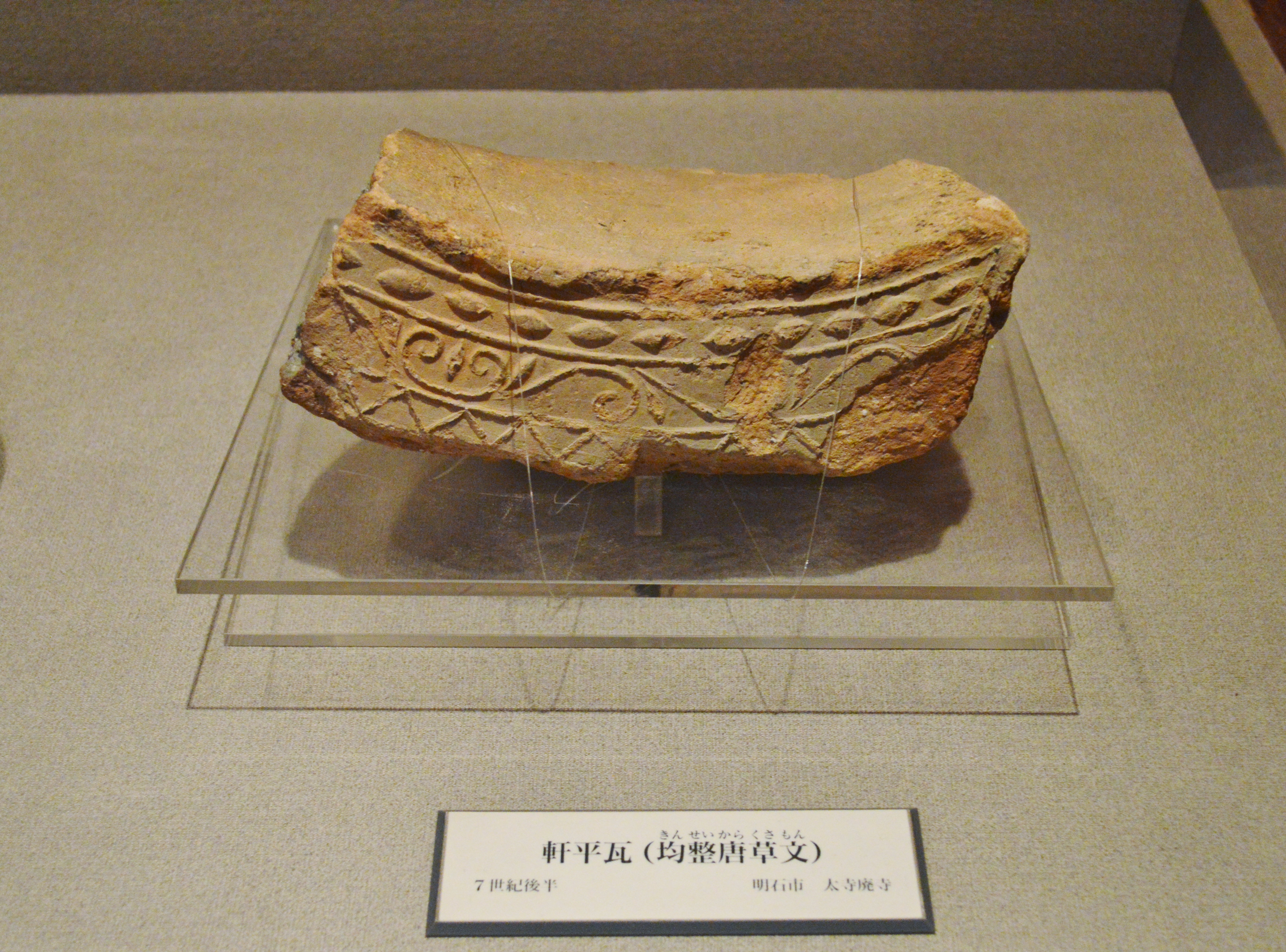
軒平瓦 明石市立文化博物館展示。

## 文化財

### 兵庫県指定文化財
- 有形文化財
  - 高家寺本堂（建造物） -  江戸時代の建立。2009年（平成21年）3月24日指定[3]。
  - 薬師如来坐像（彫刻） - 本尊。平安時代後期の作。像高0.83メートル。2002年（平成14年）4月9日指定[3]。
- 史跡
  - 太寺廃寺塔跡 附 寺地出土瓦 -  指定範囲面積は130平方メートル。1978年（昭和53年）3月17日指定[3]。

なお、高家寺本堂は2001年（平成13年）6月7日に明石市指定有形文化財に指定されていたが、兵庫県指定有形文化財への指定に伴い指定解除されている。

## 関連施設
- 明石市立文化博物館 - 太寺廃寺跡の出土品等を保管・展示。

## 周辺
- 赤羽神社 - 延喜式内社。

## 関連文献
（記事執筆に使用していない関連文献）
- 「太寺廃寺跡」『平成13年度明石市埋蔵文化財年報』明石市教育委員会、2003年。